# Jan Jansson
Pour les articles homonymes, voir Jansson.
Jan Jansson, né le 26 janvier 1968 à Kalmar (Suède), est un footballeur suédois, qui évoluait au poste de milieu de terrain à l'IFK Norrköping et en équipe de Suède.
Jansson n'a marqué aucun but lors de ses sept sélections avec l'équipe de Suède entre 1990 et 1992. 

## Carrière
- 1985-1987 : Kalmar FF
- 1988-1992 : Östers IF
- 1993-1997 : IFK Norrköping
- 1996-1999 : Port Vale
- 1999-2001 : IFK Norrköping

## Palmarès

### En équipe nationale
- 7 sélections et 0 but avec l'équipe de Suède entre 1990 et 1992.

### Avec Kalmar FF
- Vainqueur de la Coupe de Suède de football en 1987.

### Avec Östers IF
- Finaliste de la Coupe de Suède de football en 1991.

### Avec Kalmar FF
- Vainqueur de la Coupe de Suède de football en 1997.